# Света Петка (Црешнево)
Вижте пояснителната страница за други значения на Света Петка.
„Света Петка (на македонска литературна норма: „Света Петка“) е православна църква от XVII век във велешкото село Црешнево, централната част на Северна Македония. Храмът е част от Повардарската епархия на Македонската православна църква – Охридска архиепископия. Църквата има ценна стенна декорация от 1601 година, както и възрожденски стенописи от 1862 година.

## Местоположение
Църквата е разположена на входа на селото, до самия път.

## Архитектура
В архитектурно отношение е еднокорабна правоъгълна сграда с полукръгла малка апсида на изток – типична за поствизантийския период. Църквата е засводена с покрив на две води, днес с керемиди, но оригинално с каменни плочи, с които все още е покрита апсидата. Зидарията е солидна с вар и дялани камъни. По-късно е дограден затворен трем, който на южната страна по цялата дължина го следи наклона на покрива, а към западната страна продължава като самостоятелна сграда, обхващаща част от западната стена на храма. От отворите в стената на север има един правоъгълен, на запад – с форматана детелина.
Входовете в трема са от запад и юг, а самата църква има един портал на южната страна, изработен от дялан камък и в горния дял полукръгло засводен. Влиза се през две полуклъгли масивни каменни стъпала. От двете страни на двоха, поради малката височина на южната стена има две люнети.

## Интериор

### Стенописи от 1601 г.
Нишата с патрона, която обикновено е над входа, тук е изместена на запад. В нея е изписана Света Петка от зографа, рисувал в наоса в XIX век. На изток от входа във втората ниша е изписан Свети Георги със славянска сигнатура СТИ ГОРГИЕ. Светецът е във военн облекло, на препънат кон с дълго копие в ръце в момента на пробождането на змея и спасяването на принцесата в присъствието на царската фамилия. Важен е дарителският надпис в подножието на сцената: „Помениги Велко и Стано ζΡʹΘʹ“ (= 7109, тоест 1601 от Христа). По този надпис се датирата и останалата част от оригиналната живопис, запазена единствено в олтарното пространство на храма. Наосът е наново изписан 1862 година от местен зограф със скромни художествени качества.
В документацията на Националния консерваторски център в Северна Македония има данни, че в свода е бил изписан Иисус Христос Вседържител. Сега сводът на църквата е затворен с равен пластмасов таван. Сходните поствизантийски паметници са засводени полукръгло.
В олтарното просторанство освен централната апсида има и две малки, но дълбоки ниши за проскомидия и диаконикон. В конхата на апсидата е изписано допоясно изображение на Света Богородица Платитера с гръцка сигнатура Η ΠΛΑΤΙ(ΤΕΡΑ) с малкия Христос (ΙΣ ΧΣ) в кръгъл медальон, от който излизат лъчи, на гърдите. Богородица е тип Знамение (Оранта), а младенецът Христос благославя с дясната ръка. Медальонът е повдигнат в долния край и напомня на сърце – знак за Животворящия извор на Богородица, сцена типична за поствизантийската живопис, но с по-стари иконографски корени.
В първата зона е Литургийна служба на Христос Жертва. Христос Агнец с гръцка сигнатура Ο ΜΕΛΙΣΜΟΣ е на честна трапеза с охрено покривало. Агнецот е покрит до гърдите с червено платно звездичка. На Христос Жертва първи му се поклоняват Свети Йоан Златоуст (Ο ΑΓΙΟΣ Ο ΧΡΙΣΟΣΤΟΜΟΣ) и Свети Василий Велики от юг (Ο ΑΓΙΟΣ ΒΑΣΙΛΙΟΣ), изписани до пояс. Двамата архиереи са облечени в полиставриони със сини кръстове, омофори с червени големи кръстове и епитрахили, украсени с бисери. Те благословяват с дясната ръка, а в лявата носят отворени свитъци с текстове на гръцки. В южната част на източната стена фронтално е изписан Свети Роман: ΡΟΜΑΝȢ, в бял стихар, наметнат с охрена наметка през лявото рамо. Роман благословява с дясната ръка, а с покритата лява държи дарохранилница. Нишата на диаконикона е просто украсена с червено-черни линии. След това продължава литургийното шествие с архиереи в цял ръст в тричетврти позиция с отворени свитъци в ръцете без текст. На източната стена в олтара е Свети Никола (СТЬ НИКОЛАЕ), на южната стена литургията продължава със Свети Атанасий (СТИ АТАНАСІЕ) и Свети Йоан Богослов (СТИ ІѠНЬ БОГОСЛОВ). Литургията е допълнена от фриз от три медальона с допоясни изображения в пространството между двете зони на южния зид Свети Наум Охридски: (СТИ НАУМ ОХ)РИДОНЬ, Свети Климент: СТИ КЛИМЕТИЕ и Свети Мелетий: СТИ МИЛЕ... Климент и Наум не отговарят на образците от Охридския културен район. На северната част от източната стена, преди проскомидиалната ниша, има дарителски надпис, но той в голяма мяра е повреден и нечетлив. В проскомидиалната ниша е изписан до пояс младият Архидякон Стефан: СТИ СТЕФАНЬ в бял стихар, орар, на който е изписан трисагият на гръцки (ο αγιος, ο αγιος, ο αγιος) и червена наметка през лявото рамо. В лявата ръка, която е покрита, има дарохранителница, а в дясната кадилница на дълъг синджир. След Архидякон Стефан е допоясното изобпажение на стълб на Свети Симеон Стълпник: СТИ СИМИОН СТИЛI. Светецът носи монашеска черна наметка и червена качулка с бял кръст на нея. В дясната ръка държи кръст, а ляватa е повдигната и обърната навън. На северната стена е фронталната фигура на Свети Василий Велики, която надживописана в XIX век.
- Свети Йоан Златоуст се покланя на Христос Жертва
- Южната стена в олтара
- Свети Василий Велики от олтарната апсида
- Свети Стефан от проскомидиалната ниша
- Свети Симеон Стълпник

В горните две зони на олтарното пространство са запазени три композиции от Великите празници: Благовещението, Раждането на Христос и Възнесението. Композицията Благовещение е изрисувана във втората зона от двете страни на апсидалната конха. От северната страна е крилатият архангел Гавриил в червен химатион и син хитон. Той е поставен върху червена възглавница на фона на сгради, обърнат към Богородица, и с дясната ръка благославя, а в лявата държи дълга пръчка с цъфтяща лилия отгоре. До него е фронталното изображение в цял ръст на Пророк Давид: ПРОРОКЬ Д(АВИД), който в лявата си ръка държи отворен свитък с нечетим текст, а с дясната си ръка благославя. Пророкът носи царска дреха, червена отворена корона на главата си и синя наметка, поръбена с бисери. От южната страна на конхата е изписана Богородица: ΜΡΘ, носеща тъмночервен мафорион и син фустан и държаща в лявата си ръка държи вретено. Дясната ръка, в която има нишка от прежда, плътно прилепнала към дрехата, е с отворена длан към белия гълъб (Светия Дух), който се спуска към нея със светлосин лъч. Богородица стои на червен пиедестал пред богато украсена седалка без облегалка. Престолът е поръбен с бисери, а в средата е украсен с вретеновидни стълбчета. На него има две дълги сини и червени възглавници. Фонът е архитектурни контури. Зад Девата, също фронтално е изписан Пророк Соломон: ПРОРОКЬ СОЛОМО(Н), със затворена червена корона и наметка, украсена с бисери.
- Свети пророк Давид
- Свети пророк Соломон
- Рождество Христово

На южната стена на олтарното пространство, във втората зона, е изписана сцената Рождество Христово, която е частично повредена, особено в горните страни. Централно в сцената е фигурата на Богородица в пещерата сред скалист пейзаж. Тя лежи на бяла постеля с присвити крака и леко обърната към яслите с новородения младенец до себе си. Вдясно е запазено изображението на овчарчето, което свири на кавал, а от ангела е запазена само долната половина. В долната част на сцената, в левия ъгъл на епизода с къпането на младенеца, е запазена само бавачката, облечена в син фустан. На преден план е нарисуван Йосиф, седнал на скала с пръчка в ръка в разговор с овчаря – старец с бяла коса и брада, облечен в синя наметка, облегнат на пастирската си тояга. Сцената е типична за Охридската и Костурската школа от втората половина на XV и първата половина на XVI век. В най-високата зона на източната стена в олтарното пространство, пресечена наполовина от пластмасовия плосък таван, е сцената на Възнесение Христово, от която могат да се разпознаят само стъпалата на апостолите.

### Стенописи от 1862 г.
В 1862 година стенописите в наоса са изписани повторно. На южната стена, от изток на запад, е изписан Страшният съд. След това над входа, в сцената, в която пророк Йона: ПРОРОКЬ ИѠНА, го поглъща рибата, е отбелязана годината на рисуването – 1862. До края на южната стена са изрисувани още две стоящи фигури, запазени само в долната половина. До едната е изобразен дяволът под краката на светеца. Западната стена продължава с фронталните изображения на светци в цял ръст – Света Марина: СТА МАРЕНА, и Света Петка: СТА ПЕТКА, като монахини с кръстове и броеници в ръце, Свети Атанасий: СТЫ САТАНАСИѦ, и Свети Никола: СТЫ НИКОЛА са в архиерейски одежди със затворени кодекси в ръцете. На северната страна от запад на изток са представени Христос преди Пилат, Разпятието Христово, Свалянето от Кръста, Ангела на гроба, а пред олтарното пространство Възкресението Христово (западен вариант) и Свети Василий. Според документацията на свода е бил изобразен Христос Вседържител.

### Иконостас
Иконостасът, разделящ наоса от олтара е двуредов. Върху него е поставен пластмасовият таван, който скрива иконостасния кръст. Иконите са от два различни периода на XIX век, дело на двама различни зографи, и вероятно предназначени за два различни иконостаса. Подредени са безразборно. В първата зона първа от север, подпряна на северната стена до иконостаса е „Свети Димитър“ (ДИМИТРИѦ) на кон, убиващ войника с дълго копие. Над северната врата е „Архангел Михаил“ (А..ГГЕЛЪ МИХАИЛЪ), изписан фронтално във военно облекло с изваден меч в дясната ръка и сфера, на която пише ΙΣ ΧΣ ΝΙΚΑ в лявата. Първата престолна икона е „Света Богородица с Христос“ (ΜΡ ΘȢ). Следват царските двери в центъра с изображението на Благовещение и пророците Давид и Соломон над него в медальони в полукръглия сегмент на дверите с корони на главите и отворени свитъци с текст в ръцете. На северното крило е изписан Архангел Гавриил, който поднася цвете в лявата ръка на Богородица. На южното крило е Богородица (БЛАГОВѢЩЕННЕ ПРЕСТАѦ БОГОРОДИЦИ) пред трон с богато орнаментирана облегалка и отворен кодекс пред нея. Следващата икона е „Иисус Христос“ (ΙΣ ΧΣ). Следва „Света Параскева“ (СТѦ ПРЕПОДОБНАѦ ПАРАСКЕВА) до пояс в черна наметка с качулка на главата, кръст в дясната ръка и броеница в лявата. Последната икона, която преминавана южната стена е „Свети Никола“ (НИКОЛАѦ) до пояс, облечен в червен фелон и зелен омофор, благославящ с дясната ръка и държащ затворен кодекс в лявата.
Вторият ред икони е дело на различни зографи: „Света Параскева“ (С: ПРБНА ПАРАСКЕВА) като монахиня с качулка на главата, държаща в дясната ръка кръст, а в лявата броеница; „Света Богородица“ (...ΘȢ) до пояс от Дейсиса с апостолите; „Евангелист Йоан“ (С: IЕВГГЕЛСЬ IѠАНЪ) с перо в дясната ръка и затворен кодекс в лявата; „Апостол Петър“ (С: АПСТЛЪ ПЕТАРЪ) със свитък в ръката; „Апостол Павел“ (С: АПСТЛЪ ПАВЕЛЪ) със затворен кодекс в лявата ръка; неидентифицирана мъченица, вероятно Света Петка, с дълъг кръст в ръката; повредена икона с изображение на две мъченици.
От преносимите икони са запазени „Иисус Христос“ от Дейсиса (ΙΣ ΧΣ), който с дясната ръка благославя, а с лявата държи отворено евангелие; „Света Богородица с Христос и Свети Никола и Свети Йоан Предтеча“ (МТР БЖИѦ, СВ. НИКОЛА, СВ. ІѠАННЪ ПРЕДИТЕЧА); „Апостол Филип“ (С: АПОСТОЛЪ ФИЛИПЪ) до пояс от апостолския фриз, държащ лявата ръка кръст, а в дясната затворено евангелие.